# Alarico Silveira Júnior
Alarico Silveira Júnior (São Paulo, 7 de abril de 1924) é um ex-diplomata brasileiro.

## Vida
Alarico Silveira Júnior é filho de Alarico Silveira (1878–1943), que foi Secretário de Estado no governo Washington Luís. Ele se casou com Maria Regina Moritze Figueiró e entrou para o serviço exterior em 15 de dezembro de 1945, tornando-se cônsul em Quito.
Em 1947, ele completou o Curso de História Diplomática do Brasil no Instituto Rio Branco e, um ano depois, tornou-se encarregado de negócios em Beirute. Além disso, foi secretário da embaixada em Zurique (1953), Estocolmo, Lisboa e Porto (1959), e de 1960 a 1961 foi secretário da embaixada de primeira classe em Assunção. Em 1961, foi nomeado conselheiro da embaixada e até 1963 atuou como chefe adjunto do gabinete do Ministro das Relações Exteriores.
Posteriormente, Silveira foi promovido a cônsul-geral em Montevidéu, onde liderou o departamento de Informações. Sob João Augusto de Araújo Castro, foi transferido para a gráfica do Ministério das Relações Exteriores, o que resultou em uma nomeação sem efeito para embaixador em São Domingos.
Em 1966, foi nomeado encarregado de negócios em Montevidéu e de 1973 a 1977 serviu como embaixador em Quito. Em 1982, representou o governo brasileiro na Organização dos Estados Americanos e de 1984 a 1988 ocupou o cargo de embaixador em Atenas.